# Haitianische Fußballnationalmannschaft der Frauen/Weltmeisterschaften
Der Artikel beinhaltet eine ausführliche Darstellung der haitianischen Fußballnationalmannschaft der Frauen bei Weltmeisterschaften. Haiti konnte sich erstmals für die WM-Endrunde 2023 qualifizieren und ist die sechste CONCACAF-Mannschaft der dies gelang.

## Die Nationalmannschaft bei Weltmeisterschaften

### Übersicht
| Jahr | Gastgeberland         | Teilnahme bis …    | Gegner                   | Ergebnis | Trainer          | Bemerkungen und Besonderheiten |
| ---- | --------------------- | ------------------ | ------------------------ | -------- | ---------------- | --- |
| 1991 | Volksrepublik China   | nicht qualifiziert |                          |          |                  | Am späteren Weltmeister USA im Halbfinale der CONCACAF Women’s Championship 1991 gescheitert                                                                                            |
| 1995 | Schweden              | nicht teilgenommen |                          |          |                  | |
| 1999 | USA                   | nicht qualifiziert |                          |          |                  | Bei der CONCACAF Women’s Championship 1998 an Mexiko, Trinidad & Tobago und Costa Rica gescheitert, von denen sich nur Mexiko über die CONCACAF/CONMEBOL Play-offs qualifizieren konnte |
| 2003 | USA                   | nicht qualifiziert |                          |          |                  | Beim CONCACAF Women’s Gold Cup 2002 an Costa Rica und Kanada gescheitert, von denen sich nur Kanada qualifizieren konnte                                                                |
| 2007 | Volksrepublik China   | nicht qualifiziert |                          |          |                  | In der Qualifikation für den CONCACAF Women’s Gold Cup 2006 an Jamaika gescheitert |
| 2011 | Deutschland           | nicht qualifiziert |                          |          |                  | Beim CONCACAF Women’s Gold Cup 2010 an den USA und Costa Rica gescheitert |
| 2015 | Kanada                | nicht qualifiziert |                          |          |                  | Beim CONCACAF Women’s Gold Cup 2014 an den USA und Trinidad und Tobago gescheitert, das sich aber auch nicht qualifizieren konnte                                                       |
| 2019 | Frankreich            | nicht qualifiziert |                          |          |                  | In der Qualifikation für den CONCACAF Women’s Gold Cup 2018 aufgrund weniger erzielter Tore an Jamaika gescheitert                                                                      |
| 2023 | Australien/Neuseeland | Vorrunde           | England, China, Dänemark | 29.      | Nicolas Delépine | Durch den Sieg in einem Finale des interkontinentalen Play-offs qualifiziert. |

### Statistik
(Angaben inkl. 2023: Neun Weltmeisterschaften)
- nicht teilgenommen: einmal (11,1 %)
- nicht qualifiziert: siebenmal (87,5 %)
- qualifiziert: einmal (11,1 % bzw. in 12,5 % der Versuche)
  - Vorrunde: einmal (11,1 %)

## Die Turniere

### WM 1991 in der Volksrepublik China
Für die erste WM der Frauen, bei der den CONCACAF-Mannschaften ein Startplatz zugestanden wurde, wollte sich auch Haiti qualifizieren. Als Qualifikation diente die CONCACAF Women’s Championship 1991 zu der acht Mannschaften antraten und die Haiti ausrichtete. Für die Haitianerinnen, die auf Jamaika, Kanada und Costa Rica trafen, waren es die ersten Länderspiele überhaupt. Sie gewannen zwar die ersten beiden Spiele gegen Jamaika (1:0) und Costa Rica (4:0), verloren dann aber das dritte Gruppenspiel gegen Kanada mit 0:2, das Halbfinale gegen die USA mit 0:10 und das Spiel um Platz 3 gegen Trinidad und Tobago mit 0:3. Nur der Turniersieger, die USA konnte sich für die WM qualifizieren und dort den ersten WM-Titel gewinnen.

### WM 1995 in Schweden
Für die CONCACAF Women’s Championship 1994, die als Qualifikation für die erste WM der Frauen in Europa diente, bei der es nun zwei Startplätze für die CONCACAF gab, hatten sich nur fünf Mannschaften gemeldet, zu denen Haiti aber nicht gehörte.

### WM 1999 in den USA
Für die dritte Weltmeisterschaft für die wieder als Qualifikation die CONCACAF Women’s Championship 1998 diente, konnte sich Haiti nicht qualifizieren. In der Qualifikation traf Haiti bei einem Turnier in Guatemala-Stadt zunächst auf Costa Rica und die B-Mannschaft von Guatemala und konnte beide Spiele gewinnen. Zwar wurde das Finale gegen die A-Mannschaft von Guatemala mit 0:1 verloren, durch den Gruppensieg hatte sich Haiti aber schon für die Championship in Kanada qualifiziert. Hier wurden aber die drei Gruppenspiele gegen Trinidad und Tobago, Mexiko und Costa Rica verloren und damit die WM verpasst.

### WM 2003 in den USA
Eigentlich sollte die WM 2003 wieder in der Volksrepublik China stattfinden. Wegen der SARS-Epidemie wurde das Turnier kurzfristig in die USA verlegt. Damit fand die Weltmeisterschaft zum zweiten Mal in den USA statt. Um sich für die WM zu qualifizieren, musste sich Haiti zunächst für den CONCACAF Women’s Gold Cup 2002 qualifizieren. Dies gelang durch Siege gegen die Bahamas (9:0), Santa Lucia (2:0) und die Dominikanische Republik (3:0) in der ersten Runde. Zwar wurde dann in der 2. Runde in Jamaika mit 0:2 verloren und im Rückspiel nur ein torloses Remis erreicht, in den anschließenden Play-offs gegen Suriname aber zweimal gewonnen (3:0 und 2:1). Beim Gold Cup gelang dann nur beim 2:1 im letzten Gruppenspiel gegen Jamaika ein Sieg. Zuvor wurde mit 1:11 gegen Kanada und 0:5 gegen Costa Rica verloren, so dass die Haitianerinnen als Gruppendritte ausschieden.

### WM 2007 in der Volksrepublik China
Vier Jahre später fand dann die WM doch zum zweiten Mal in der Volksrepublik China statt. Für den CONCACAF Women’s Gold Cup 2006, der wieder als Qualifikation diente, konnte sich Haiti nicht qualifizieren. In der Qualifikation sollte die Mannschaft in der ersten Runde an einem Turnier in Aruba teilnehmen. Jedoch wurde der Mannschaft die Einreise nach Aruba verweigert. Es wurde ein Entscheidungsspiel zwischen Haiti und dem Gewinner der Gruppe (Suriname) arrangiert. Dieses Spiel konnte Haiti gewinnen. Suriname konnte sich allerdings als einer der besten Gruppenzweiten auch für die nächste Runde qualifizieren. In der zweiten Runde wurde zunächst gegen Bermuda mit 5:0 gewonnen, dann aber gegen Jamaika mit 0:3 verloren, so dass der Gold Cup verpasst wurde.

### WM 2011 in Deutschland
Für die WM in Deutschland konnte sich Haiti beim dazu als Qualifikation dienenden CONCACAF Women’s Gold Cup 2010 nicht qualifizieren. Für den Gold Cup hatte sich Haiti in zwei Runden qualifiziert. Dabei wurden in der ersten Runde bei einem Turnier in der Dominikanischen Republik die Turks- und Caicosinseln mit 5:0 und die Dominikanische Republik mit 2:1 besiegt. Die zweite Runde fand in Trinidad und Tobago statt und Haiti konnte gegen Antigua und Barbuda mit 4:1, Kuba mit 3:0 und Puerto Rico mit 2:0 gewinnen. Beim Gold Cup wurde aber zunächst gegen die USA mit 0:5 und Costa Rica mit 0:3 verloren, so dass der 1:0-Sieg gegen Guatemala im letzten Gruppenspiel nicht reichte, um ein WM-Ticket zu bekommen.

### WM 2015 in Kanada
Für die WM im Norden des Subkontinents wurde die Teilnehmerzahl auf 24 erhöht und die CONCACAF-Mannschaften erhielten neben dem automatischen Startplatz für den Gastgeber drei feste Startplätze und die Möglichkeit für den Vierten des Gold Cups sich gegen den Vierten der Südamerikameisterschaft in inneramerikanischen Playoffs zu qualifizieren. Für den Gold Cup qualifizierte sich Haiti in zwei Runden, wobei in der ersten Runde bei einem Turnier in Haiti Suriname mit 3:0 und Kuba mit 1:0 bezwungen wurde. In der zweiten Runde wurden bei einem Turnier in Trinidad und Tobago Bermuda (5:1) und Puerto Rico (4:0) besiegt und gegen Jamaika mit 0:2 verloren, womit sich die Mannschaft als Gruppenzweiter für den Gold Cup qualifizierte. Das Spiel um Platz 3 wurde dann mit 5:1 gegen Martinique gewonnen. Beim Gold Cup wurde nur das erste Spiel gegen Guatemala gewonnen (1:0), dann aber gegen Trinidad und Tobago mit 0:1 und die USA mit 0:6 verloren, womit die Mannschaft als Gruppendritter ausschied und die WM-Endrunde verpasste.

### WM 2019 in Frankreich
Für die Fußball-Weltmeisterschaft der Frauen 2019 konnte sich Haiti wieder nicht qualifizieren. Die Mannschaft scheiterte bereits in der Qualifikation für den CONCACAF Women’s Gold Cup 2018 in der ersten Runde an Jamaika. Dabei hatte Haiti beim Erstrunden-Turnier Heimrecht und konnte zunächst Martinique mit 2:0 und dann Guadeloupe mit 11:0 besiegen. Durch ein 2:2 nach 2:0-Führung gegen Jamaika reichte es weil sie insgesamt drei Tore weniger erzielt hatten aber nur zum zweiten Platz hinter Jamaika, das sich dann später auch erstmals für die WM-Endrunde qualifizieren konnte.

### WM 2023 in Australien und Neuseeland
Als Qualifikation für die Mannschaften der CONCACAF diente die CONCACAF W Championship 2022, bei der sich die vier Halbfinalisten direkt für die WM qualifizieren konnten und die Gruppendritten sich für das im Februar 2023 stattgefundene interkontinentale Play-off-Turnier qualifizierten. Haiti musste sich dafür qualifizieren. Die Mannschaft musste in einer Fünfergruppe, bei der jede Mannschaft zwei Heim- und zwei Auswärtsspiele haben sollte, gegen Kuba, Honduras, St. Vincent und die Grenadinen und die Britischen Jungferninseln antreten, wobei Haiti die Heimspiele beim Nachbarn Dominikanische Republik austrug. Mit vier Siegen und 44:0 Toren qualifizierte sich Haiti für die Championship in Mexiko. Im ersten Spiel wurde gegen Titelverteidiger USA mit 0:3 verloren und anschließend die Gastgeberinnen mit 3:0 bezwungen. Durch eine 0:4-Niederlage gegen Jamaika wurde das Halbfinale aber verpasst. Durch den Sieg gegen Mexiko waren sie allerdings Dritte und damit für das Interkontinentale Play-off-Turnier qualifiziert. Hier trafen sie im Halbfinale auf den Senegal, der sich beim Afrika-Cup der Frauen 2022 im Play-off-Spiel im Elfmeterschießen gegen Tunesien durchgesetzt hatte. Mit einem 4:0-Sieg qualifizierte sich Haiti für das Finale gegen Chile, das sich bei der Copa América der Frauen 2022 ebenfalls erst im Elfmeterschießen für dieses Turnier qualifiziert hatte. Durch einen 2:1-Sieg sicherte sich Haiti das WM-Ticket.
Bei der Auslosung am 22. Oktober 2022 wurden die noch nicht qualifizierten Mannschaften dem Topf 4 zugeordnet. Die Mannschaft, die sich über den Weg B qualifizieren würde, wurde in die Gruppe mit Europameister England gelost, das als Gruppenkopf gesetzt war. Zugelost wurden ferner Asienmeister China und Dänemark. Die Haitianerinnen verloren die drei Gruppenspiele, wobei sie in jedem Spiel das 0:1 durch einen verwandelten Strafstoß kassierten.

## Spiele
| Alle WM-Spiele |            |          |                     |                |   |          |                             |
| Nr.            | Datum      | Ergebnis | Gegner              | Austragungsort |   | Anlass   | Bemerkungen                 |
| 1              | 23.07.2023 | 0:1      | England             | Brisbane (AUS) | * | Vorrunde | Erstes Spiel gegen England  |
| 2              | 28.07.2023 | 0:1      | Volksrepublik China | Adelaide (AUS) | * | Vorrunde | Erstes Spiel gegen China    |
|                | 01.08.2023 | 0:2      | Dänemark            | Perth (AUS)    | * | Vorrunde | Erstes Spiel gegen Dänemark |

## Negativrekorde
- Haiti gehört zu den elf WM-Teilnehmern, die noch kein WM-Spiel gewinnen konnten, den sechs punktlosen Mannschaften und den zwei Mannschaften, die noch kein Tor erzielen konnten.